# چارراهه
چارراهه دهی است که در شهرک چهارسوی ناحیهٔ وحدت تاجیکستان قرار دارد. از چارراهه تا مرکز شهر ۴۵ کیلومتر فاصله است. جمعیت این روستا ۴۸۵ نفر است. (۲۰۱۷)